# Bearthita
La bearthita és un mineral de la classe dels fosfats, que pertany al supergrup de la brackebuschita. Rep el nom en honor de Peter Bearth (30 d'agost de 1902, Sumvitg, Suïssa - 24 d'agost de 1989, Basilea, Suïssa) en reconeixement del seu treball petrogràfic pioner a les terres d'alta pressió dels Alps occidentals.

## Característiques
La bearthita és un fosfat de fórmula química Ca₂Al(PO₄)₂(OH). Va ser aprovada com a espècie vàlida per l'Associació Mineralògica Internacional l'any 1986, i la primera publicació data del 1993. Cristal·litza en el sistema monoclínic. La seva duresa a l'escala de Mohs es troba entre 4 i 5.
Segons la classificació de Nickel-Strunz, la bearthita pertany a «08.BG: Fosfats, etc. amb anions addicionals, sense H₂O, amb cations de mida mitjana i gran, (OH, etc.):RO₄ = 0,5:1» juntament amb els següents minerals: arsentsumebita, brackebuschita, gamagarita, goedkenita, tsumebita, arsenbrackebuschita, feinglosita, bushmakinita, tokyoïta, calderonita, melonjosephita i tancoïta.

## Formació i jaciments
Aquesta espècie va ser descrita gràcies als exemplars recollit en tres localitats: els afloraments de metapelita d'Stockhorn, a l'àrea de la glacera Gorner (Valais, Suïssa); a la vall del Po, i a la vall del Gilba, ambdós indrets a la província de Cuneo, al Piemont, Itàlia. També ha estat descrita en altres indrets del Piemont i de les regions de Trentino - Alto Adige (Itàlia) i Estíria (Àustria).